# Telstar in het seizoen 1970/71
Het seizoen 1970/1971 was het achtste jaar in het bestaan van de Velsense betaaldvoetbalclub Telstar. De club kwam uit in de Eredivisie en eindigde daarin op de 11e plaats. Tevens deed de club mee aan het toernooi om de KNVB Beker, hierin werd in de eerste ronde verloren van SC Drente (0–2).

## Wedstrijdstatistieken

### Eredivisie
|       | ADO   | Ajax  | AZ '67 | DWS   | Excelsior | Feijenoord | Go Ahead | Haarlem | Holland Sport | MVV   | NAC   | N.E.C. | PSV   | Sparta | FC Twente '65 | FC Utrecht | Volendam |
| ----- | ----- | ----- | ------ | ----- | --------- | ---------- | -------- | ------- | ------------- | ----- | ----- | ------ | ----- | ------ | ------------- | ---------- | -------- |
| Thuis | 0 – 2 | 0 – 1 | 4 – 0  | 1 – 1 | 1 – 0     | 1 – 0      | 0 – 1    | 6 – 3   | 1 – 1         | 0 – 1 | 2 – 1 | 0 – 1  | 1 – 1 | 1 – 4  | 0 – 0         | 3 – 0      | 0 – 0    |
| Uit   | 1 – 0 | 3 – 1 | 0 – 1  | 0 – 0 | 1 – 2     | 4 – 0      | 3 – 1    | 0 – 1   | 1 – 1         | 1 – 1 | 2 – 0 | 3 – 0  | 2 – 1 | 1 – 0  | 1 – 1         | 4 – 1      | 2 – 0    |

### KNVB Beker
| 1e ronde                                     | Telstar | 0 – 2 (0 – 1) | SC Drente                       |
| 16 augustus 1970 Plaats: Velsen Schoonenberg |         |               | 10' Bert Bosman 88' Hans Ludwig |

## Statistieken Telstar 1970/1971

### Eindstand Telstar in de Nederlandse Eredivisie 1970 / 1971
| Stand | Gespeeld | Gewonnen | Gelijk | Verloren | Punten | Doelpunten voor | Doelpunten tegen |
| ----- | -------- | -------- | ------ | -------- | ------ | --------------- | ---------------- |
| 11e   | 34       | 9        | 9      | 16       | 27     | 32              | 46               |

### Topscorers
| #                    | Naam             | Goal |
| -------------------- | ---------------- | ---- |
| 1.                   | Monne de Wit     | 8    |
| 2.                   | Dick Bond        | 4    |
| 2.                   | Milan Stanić     | 4    |
| 2.                   | Cees de Vries    | 4    |
| 5.                   | Paul van Egmond  | 3    |
| 5.                   | Tonny Fens       | 3    |
| 7.                   | Fred André       | 2    |
| 8.                   | Joop de Jong     | 1    |
| 8.                   | Thijs Wijngaarde | 1    |
| Onbekende doelpunten |                  |      |
| –                    | Onbekend         | 2    |
| Totaal               | Totaal           | 32   |

| #      | Naam        | Goal |
| ------ | ----------- | ---- |
| –      | Geen speler | 0    |
| Totaal | Totaal      | 0    |

## Voetnoten
ADO ·
Ajax ·
AZ '67 ·
DWS ·
Excelsior ·
Feijenoord ·
Go Ahead ·
Haarlem ·
Holland Sport ·
MVV ·
NAC ·
N.E.C. ·
PSV ·
Sparta ·
Telstar ·
FC Twente '65 ·
FC Utrecht ·
Volendam